# Alfred Gildemeister

Alfred Gildemeister (1920)

Alfred Gildemeister (* 18. Oktober 1875 in London; † 21. April 1928 in Bad Eilsen) war ein deutscher Politiker (DVP).

## Biografie

### Familie
Gildemeister wurde als drittes Kind und einziger Sohn des Überseekaufmanns und preußischen Konsuls Martin Hermann Gildemeister (28. März 1836 in Klein Siemen in Mecklenburg; † 16. Juni 1918 in Fallingbostel) und seiner Ehefrau Anna Luise Sophie Stick (* 21. März 1849 in Lüneburg; † 1942 in Bremen) geboren. Zuvor waren bereits 1871 bzw. 1872 die Töchter Clara Maria Antonie und Leonore Bertha Sophie Charlotte geboren worden.

### Ausbildung und Beruf
Gildemeister besuchte die Volksschule und das Gymnasium. Nach dem Abitur, das er 1896 am Lyzeum II in Hannover ablegte, wurde er an der Kriegsschule Hersfeld in der Provinz Hessen-Nassau zum Offiziersanwärter ausgebildet. Bis 1899 gehörte er dem Feldartillerieregiment Nr. 20 an. 1899 begann Gildemeister mit dem Studium der Rechtswissenschaften, das er von 1899 bis 1902 an den Universitäten in Lausanne, Leipzig und Berlin absolvierte. 1902 legte er die 1. juristische Staatsprüfung ab. 1903 promovierte er in Rostock zum Dr. jur. 1906 folgte die zweite juristische Staatsprüfung. Anschließend ließ er sich als Rechtsanwalt in Bremen nieder. Am 27. August 1907 heiratete er Emilie Willig (* 4. Oktober 1886 in Bremen; † 8. Juni 1870 ebd.). Aus der Ehe gingen die drei Töchter Verena Anna Emilia Gildemeister (* 1908 in Bremen; † 1946), Christa Gildemeister, und Elisabeth Charlotte Christine, genannt Liselotte, hervor. Ab 1912 war Gildemeister Notar.
Am Ersten Weltkrieg nahm Gildemeister zunächst von 1914 bis 1916 als Batterieführer teil. Von 1917 bis 1918 war er Vertreter des preußischen Kriegsministeriums bei den Gesandtschaften in Kristiania und Kopenhagen. Anschließend nahm er bis 1919 als Abteilungsführer an Kampfhandlungen in der Ukraine teil. Er verließ das Militär als Major der Reserve.

### Politiker von 1919 bis 1928
Nach dem Ersten Weltkrieg trat Gildemeister der von Gustav Stresemann gegründeten Deutschen Volkspartei (DVP) bei. 1919/20 war er Mitglied der verfassungsgebenden Bremer Nationalversammlung. 1920 zog er für die DVP in die Bremische Bürgerschaft ein, der er bis 1927 angehörte. 
Bei der Reichstagswahl vom Juni 1920 wurde Gildemeister als Kandidat seiner Partei für den Wahlkreis 16 (Weser-Ems) aufgestellt und als Abgeordneter in den Reichstag gewählt. Bei den folgenden beiden Reichstagswahlen, im Mai und im Dezember 1924, wurde Gildemeisters Parlamentsmandat bestätigt, allerdings trug sein Wahlkreis Weser-Ems infolge einer Neudurchnummerierung der Wahlkreise nun die Nummer 14. Im Reichstag übernahm Gildemeister unter anderem den stellvertretenden Vorsitz des Verkehrsausschusses.
Innerhalb der DVP gehörte Gildemeister zu den Kritikern der Politik des Parteivorsitzenden Stresemann, den er insbesondere während seiner Kanzlerschaft im Sommer/Herbst 1923 und zur Jahreswende 1923/24 heftig angriff. Später beharrte Gildemeister insbesondere darauf, dass die DVP sich nicht darauf beschränken dürfe, eine „Stresemann-Partei“ – das heißt ein Anhängsel des erfolgreichen Parteiführers – zu sein, sondern ihren eigenen Weg finden müsse.
Neben seiner Tätigkeit im Parlament war Gildemeister Delegierter im Präsidium des Norddeutschen Wirtschaftsbundes.

## Schriften
- Offene Handelsgesellschaft zwischen Ehegatten beim Vorliegen der allgemeinen Gütergemeinschaft, Rostock 1903. (Dissertation)
- Wieder empor! Ein Wegweiser für das deutsche Volk, Essen 1922, hrsg. von Walther Heide unter Mitarbeit von Alfred Gildemeister
- Die Verkehrslage Deutschlands, 1926.
- Deutsche Wirtschaftspolitik. Die Vorträge vom Reichswirtschaftsminister, 1926.
- Briefe und Schriften, 1929. (postum erschienen)